# Municipio de Lincoln (condado de Sedgwick)
El municipio de Lincoln (en inglés: Lincoln Township) es un municipio ubicado en el condado de Sedgwick en el estado estadounidense de Kansas. En el año 2010 tenía una población de 523 habitantes y una densidad poblacional de 5,73 personas por km².

## Geografía
El municipio de Lincoln se encuentra ubicado en las coordenadas 37°52′26″N 97°12′42″O / 37.87389, -97.21167. Según la Oficina del Censo de los Estados Unidos, el municipio tiene una superficie total de 91.2 km², de la cual 91,07 km² corresponden a tierra firme y (0,15 %) 0,14 km² es agua.

## Demografía
Según el censo de 2010, había 523 personas residiendo en el municipio de Lincoln. La densidad de población era de 5,73 hab./km². De los 523 habitantes, el municipio de Lincoln estaba compuesto por el 94,26 % blancos, el 0,57 % eran afroamericanos, el 1,72 % eran amerindios, el 0,38 % eran asiáticos, el 1,34 % eran de otras razas y el 1,72 % eran de una mezcla de razas. Del total de la población el 4,02 % eran hispanos o latinos de cualquier raza.